# Денис Шулић
Денис Шулић (Градишка, 25. мај 1992) је српски политичар и политиколог, министар трговине и туризма у Влади Републике Српске. Посланик Народне скупштине Републике Српске у два мандата, функционер Савеза независних социјалдемократа (СНСД) и бивши предсједник Младих социјалдемократа.
У Х сазиву највишег законодавног тијела Републике Српске обнашао је функцију потпредсједника.

## Биографија
Денис Шулић (син Есада и Мирјане) рођен је 25. маја 1992. године у Градишки, Република Српска, БиХ. Основну и средњу школу је завршио у родном граду. По завршетку основних студија и стицања звања дипломираног политиколога, уписује мастер студије за јавну управу и јавне политике на Факултету политичких наука у Бањој Луци. 
Добровољни је давалац крви.

## Политичка каријера
У периоду од 2013. до 2017. био је предсједник ОО Младих социјалдемократа (МСД) Градишка. У 2017. години изабран је за предсједника Младих социјалдемократа, омладинске организације Савеза независних социјалдемократа. На позицији предсједника остао је до своје 30. године, што је и услов за чланство у тој политичкој омладинској организацији. Уједно у истом периоду је преузео ресор трговине и туризма у Влади Републике Српске.
Члан је Главног одбора, Предсједништва и Извршног комитета Савеза независних социјалдемократа. 

### Народна скупштина Републике Српске
На општим изборима 2018. године у Босни и Херцеговини, са 6.029 гласова изабран је за народног посланика Десетог сазива Народне скупштине, а двије године касније именован је за потпредсједника Народне скупштине Републике Српске, чиме је постао најмлађи потпредсједник највишег законодавног тијела Српске. 
По овлашћењу предсједника Народне скупштине, предсједавао је посебном сједницом Народне Скупштине Републике Српске о враћању надлежности Српске. Функцију потпредсједника Народне скупштине обављао је до краја мандата тог сазива. 
На Општим изборима 2022. године, са 6974 гласа у изборној јединици 2, Шулић је освојио директни мандат и по други пут изабран за посланика у Народној скупштини Републике Српске.
У јануару 2023. године повукао је кандидатуру за министра за људска права у Савјету министара БиХ због негодовања политичких представника из Федерације БиХ. 

### Влада Републике Српске
На Другој редовној сједници XI сазива Народне скупштине Републике Српске, Денис Шулић је изабран за министра трговине и туризма у Влади Републике Српске.  На тој позицији Шулић је замјенио Севлида Хуртића који је раније одступио од функције због преузимања Министарства за избјегла и расељена лица у Савјету министара БиХ.